# Поляни (Золочівський район)
Поля́ни (до 1946 — Риків) — село в Україні, у Поморянській селищній громаді Золочівського району Львівської області. Населення становить 695 осіб. У 2020 році село ввійшло до складу Поморянської ОТГ.
Село розташтоване на відстані 13 км на схід від Золочева.    

## Топоніміка
Є дві версії походження тогочасної назви села Риків. Перша: назва села надана йому за прізвищем тогочасного власника — Рика. Друга версія: у лісистій місцевості неподалік села водилось багато дикої звірини і через її рик село отримало свою назву.

## Історія
Перша згадка про село датована 1453 роком.
На території села чи неподалік був замок, який знищили татари ще у XVII ст. До сьогодні не збереглось мурів, але серед місцевих жителів збереглася згадка про можливе розташування цього замку. Інформація про замок зазначена на старовинній карті на польській мові.
На місці школи стояв графський палац, а неподалік нього був посаджений сад, який зберігся до сьогоднішніх днів і досі мешканці села називають його «Панський сад». За деякими свідченнями, є інформація, що графський палац і костел з'єднював підземний перехід, але достеменно невідомо чи він зберігся до сьогодні.
Раніше село належало: XVI — XVII ст. родині Сєнєнських, з 1631 року — сімейству Центнерів, з 1639 р. — Я. Собеському, з 1711 р.- королевичу К. Собеському, з початку XIX ст. — Радзивілам.

## Релігія

### Церква Воскресіння Христового
У селі Поляни знаходиться дерев’яний храм Воскресіння Христового. 
Він збудований 1903 року на місці старої церкви (збудованої 1675 р.), яка згоріла. Церкву збудували за часів служіння о. Теофіла Петровського. На надпоріжнику дверей в захристії (північного боку) є різьблений напис  «Цей храм будував ієрей Теофіл Р. Петровський 1903». 
Проєкт церкви належить відомому архітектору Василю Нагірному.
Храм є єдиним із збережених дерев’яних храмів, розписаних відомим художником-монументалістом Модестом Сосенком, який зберігся до сьогодні. Період роботи над розписами є 1911—1913 рр. Йому допомагали Ірина Величковська (Шухевич) і Юліан Буцманюк.
Модест Сосенко розписав центральний купол, іконостас і бічні вівтарі. У центральній наві поміж вікнами зображено чотирьох євангелистів. Бічні вівтарі: на правому зображено «Воскресіння Господнє», на лівому — «Покров Пресвятої Богородиці».
На сьогоднішній час розписи у храмі потребують нагальної фахової реставрації.
У 1927 році було збудовано дзвіницю біля храму. На тогочасній дерев’яній дзвіниці було три дзвони. Під час німецької окупації у Другій світовій війні, селяни зняли ці дзвони і закопала у трьох різних місцях. Адже у той час була поширена практика конфіскації церковних дзвонів німецькою окупаційною владою і переплавлення їх на зброю. Для сповіщень замість дзвонів селяни виконували металеві рейки, по яких били металевим дротом.
Одразу з приходом совецької окупаційної влади, майно з костелу Святих Петра і Павла, а саме фігури: апостолів Петра і Павла, непорочне зачаття Діви Марії, найсвятіше Серце Ісуса було перенесено до церкви Воскресіння Христового. Обидва храми було зачинено і заборонено богослужіння в них. У 70-х роках окупаційна влада в селі планувала передати до музеїв всі цінні експонати, що були на той момент в храмі Воскресіння Христового. Саме в переддень конфіскації, селяни таємно забрали з церкви найбільш цінне майно: ікони, книги, статуї, речі для здійснення богослужінь для подальшого переховування у своїх домівках.
Богослужіння в храмі відновили лише в 1990 році. Настоятелями храму з того часу були: о. Степан Жигало (був настоятелем у селі Сновичі і служив у селі Поляни), о. Михайло Ляхович і о. Назарій Чорний.
Церква належить до Православної церкви України.

### Костел Святих апостолів Петра і Павла
Костел Святих Апостолів Петра і Павла збудований 1904 року.
В кінці ХІХ ст. римо-католицьке населення Рикова належало до парафії в Поморянах. Згодом за сприяння власників села Францішека Гурського і Валеріана Вальського було збудовано цей костел. Проєкт будівлі належить архітектору Юліану Захаревичу.
У 1920 році до села переселили близько 70 сімей поляків і 1923 (1924) р. в костелі зафункціонувала повноцінна парафія. Неподалік храму було старе кладовище, яке частково збереглося до сьогодні (неподалік костелу, на території зерноскладу)
У 1944 році, із приходом совецкої влади, священник Броніслав Якубовський залишає село, взявши з собою лише орнат і чашу. Решта майна костелу зберігалося в церкві Воскресіння Христового у селі.
Одразу після початку совецької окупації, влада закрила костел і зробила в ньому склад. Для цих потреб храм розділяють на два поверхи, зробивши перекриття. 

## Соціальна сфера
У колишньому графському палаці діє школа. 
У 1980 році була розроблена документація на добудову школи: нового корпусу, другого поверху і великого спортзалу. У 1988 році закінчилось будівництво школи. Тоді ж школа стає середньою. В цей період директором школи був Василь Семенович Черепаха, під чиїм керівництвом і відбувалась добудова школи. У школі навчаються діти із сусідніх сіл: Махнівці, Чижів, Красносільці.
Також в Полянах працюють амбулаторія загальної практики сімейної медицини, пошта, будинок культури, сільська бібліотека, дві крамниці, а донедавна працювали ще свинний комплекс, овеча ферма, млин, пилорама.

## Пам'ятники
- Хрест на память про скасування панщини 1848 р. (був знищений комуністичною владою, відновлений 1991 р.)
- Пам'ятний хрест на згадку про великомасштабну пожежу на якому написано (переклад з церковнослов'янської): «Нехай буде воля твоя пам’яті стихії вогню, який винищив половину поселення Рикова дня 12 квітня 1891 р.»

- Біля костелу стоїть пам'ятник невідомому солдату із пам'ятною таблицею з іменами тих, хто загинув, захищаючи село від німецької окупації.

- Статуя Матері Божої біля джерела (Камінної криниці), де освячуюють воду.

- Каплиця св. Миколая Чудотворця, що була збудована за сприяння о. Миколи Гнатіва. Раніше на її місці була дерев'яна капличка, яку перенесли на цвинтар, де вона знаходиться і дотепер.

- Пам'ятний хрест встановлений на честь проголошення незалежності і державної суверенності України (встановлений 24.08.1992 р.).

Неподалік церкви Воскресіння Господнього бере початок річка Стрипа, що впадає в Дністер.
В центральній частині села є став і два менші на його околицях.

## У літературі
Село описане письменником Миколою Далеким у книжці «Світло над Полянами».

## Галерея

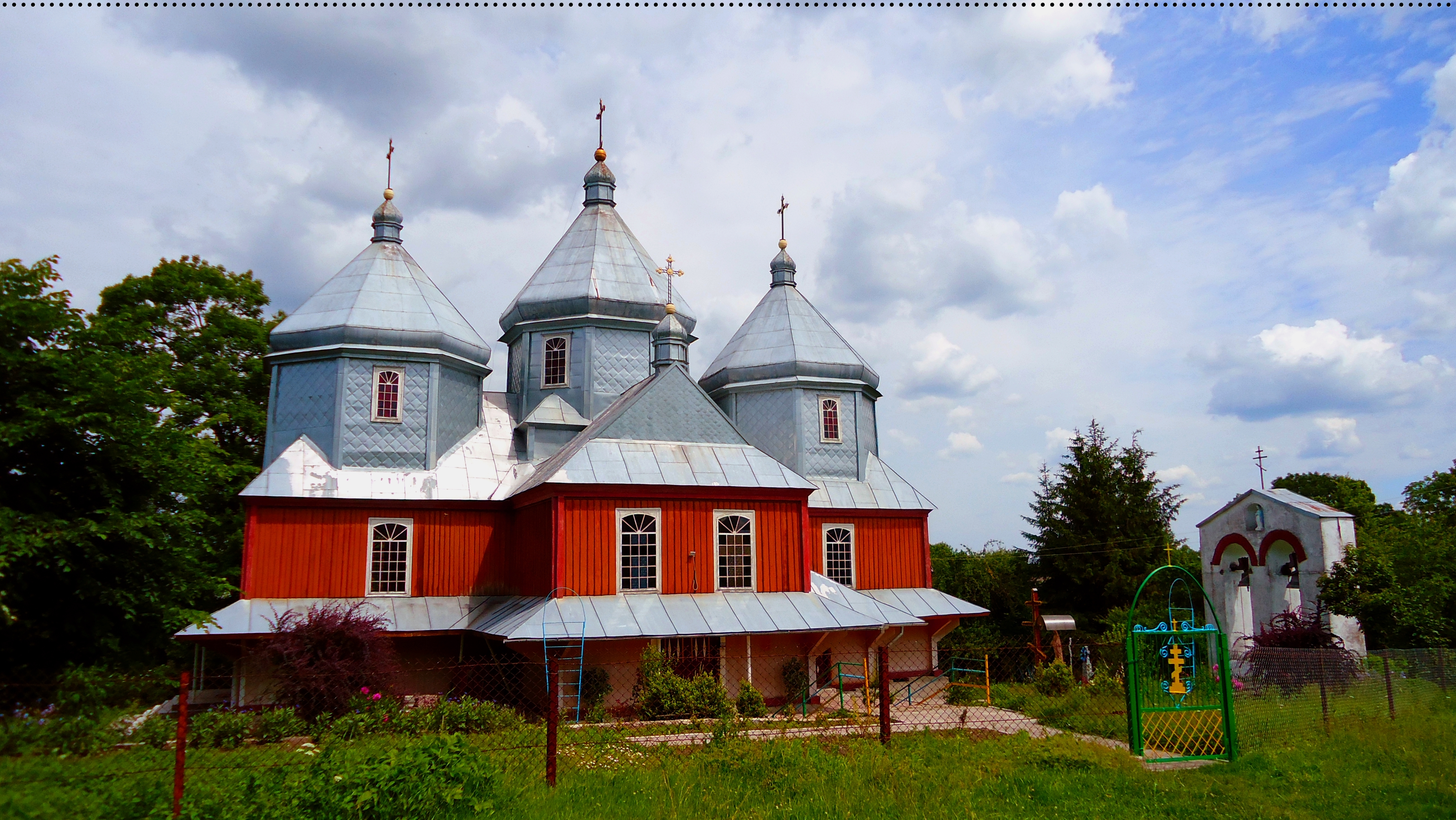
Храм Воскресіння Господнього 1903 року
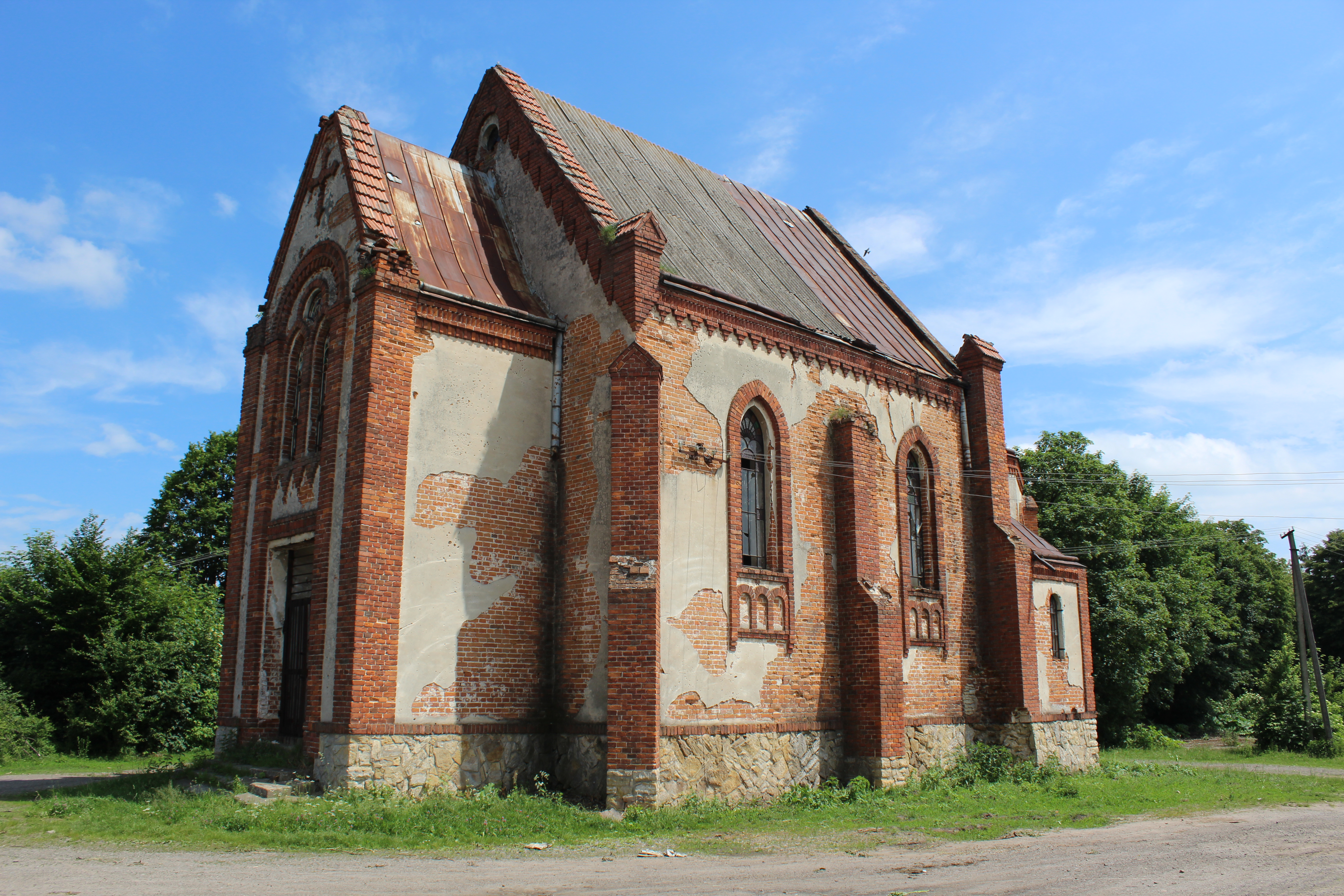
Костел св. апостолів Петра і Павла
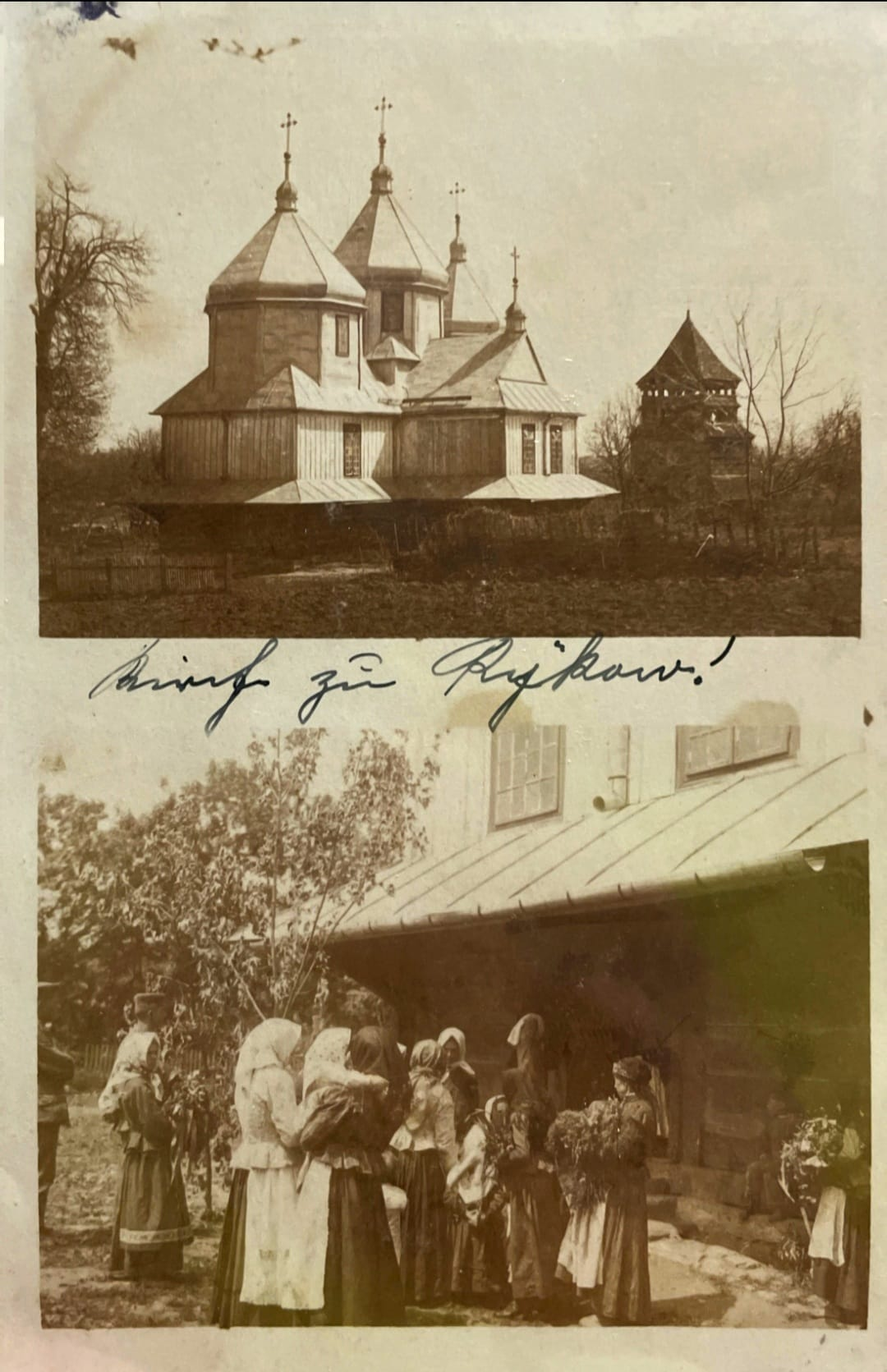
Дерев'яна церква Воскресіння Христового (1917 рік, з Архіву Петра Карого)
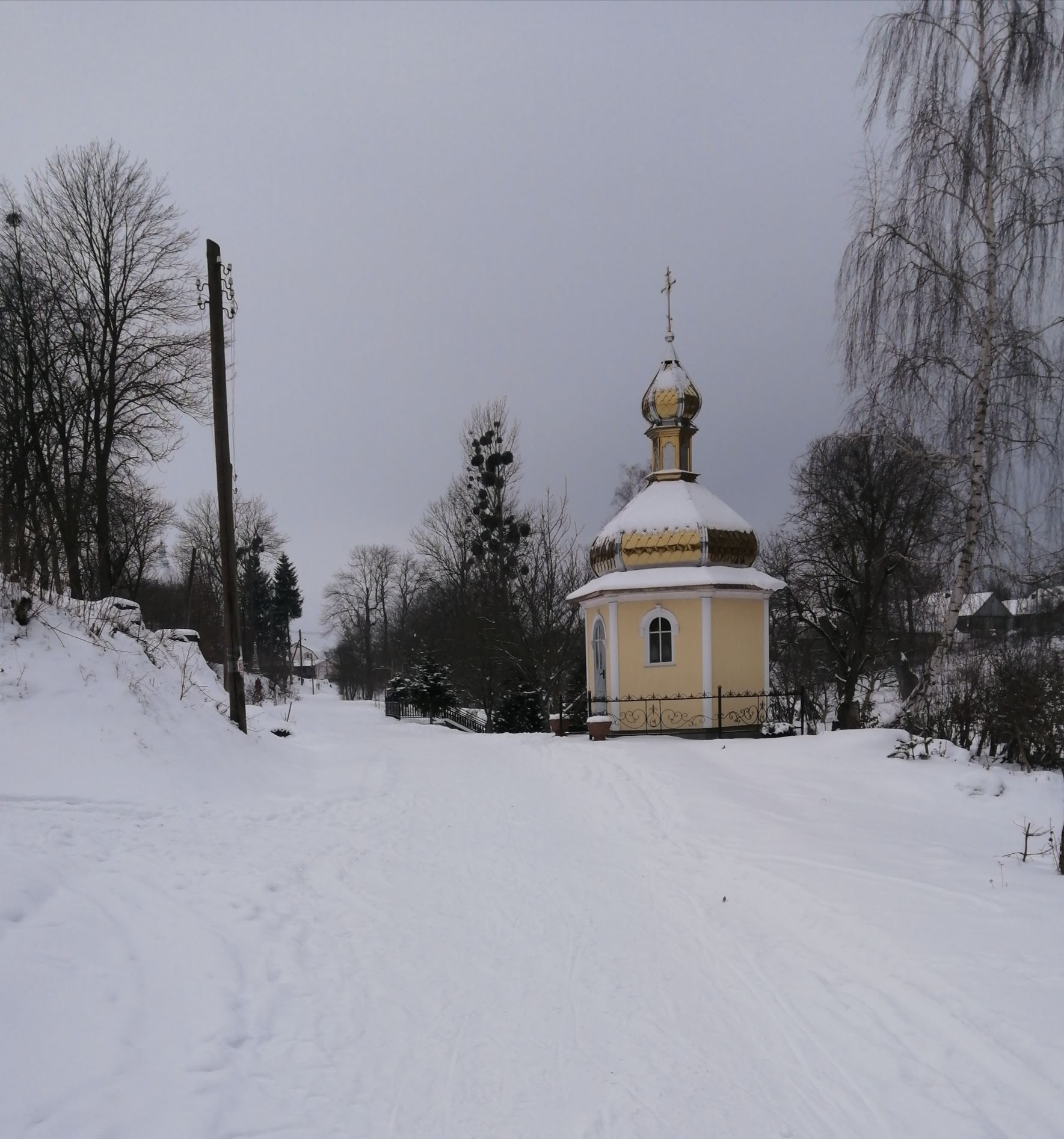
Каплиця св. Миколая Чудотворця
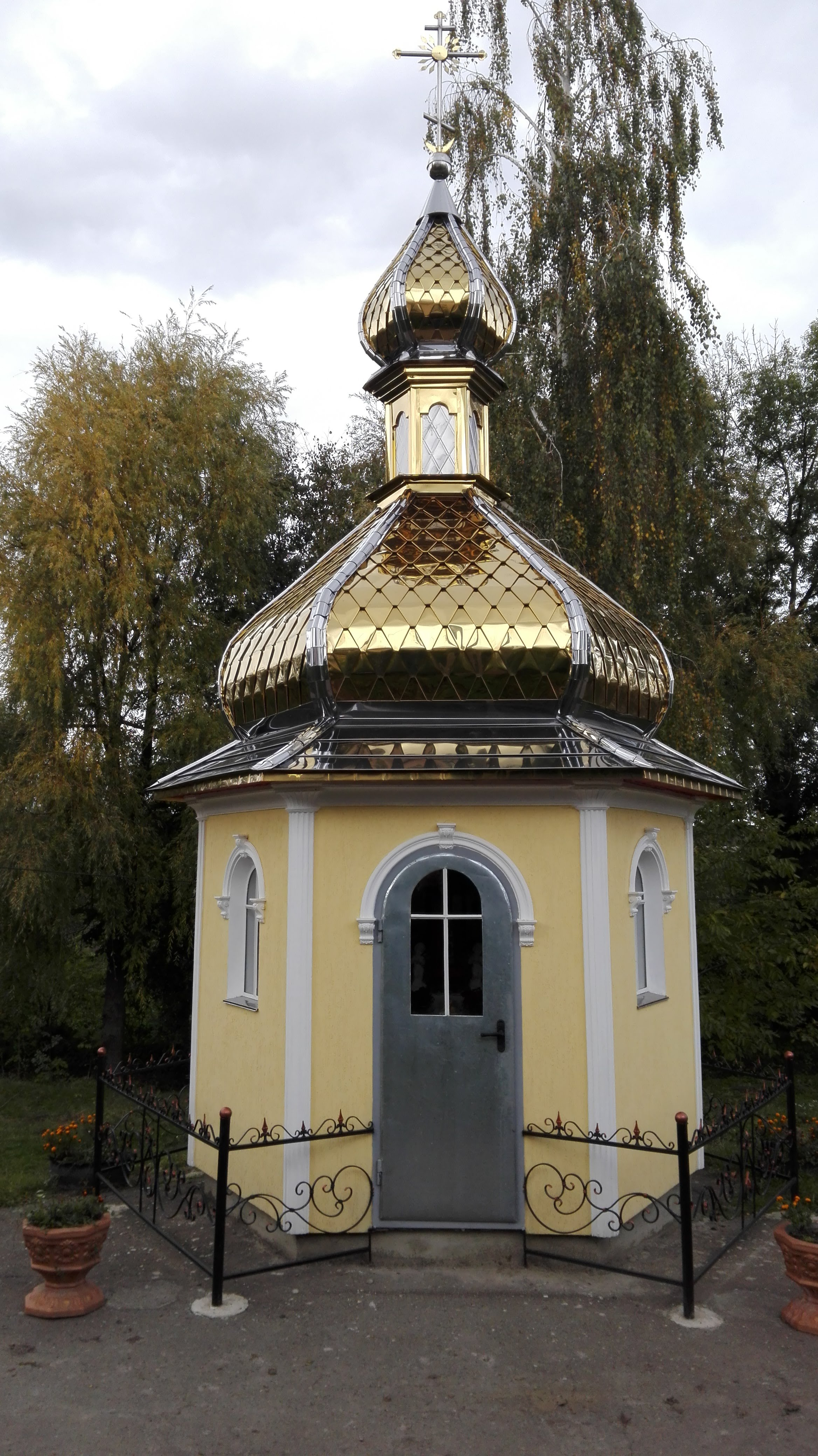
Каплиця св. Миколая Чудотворця
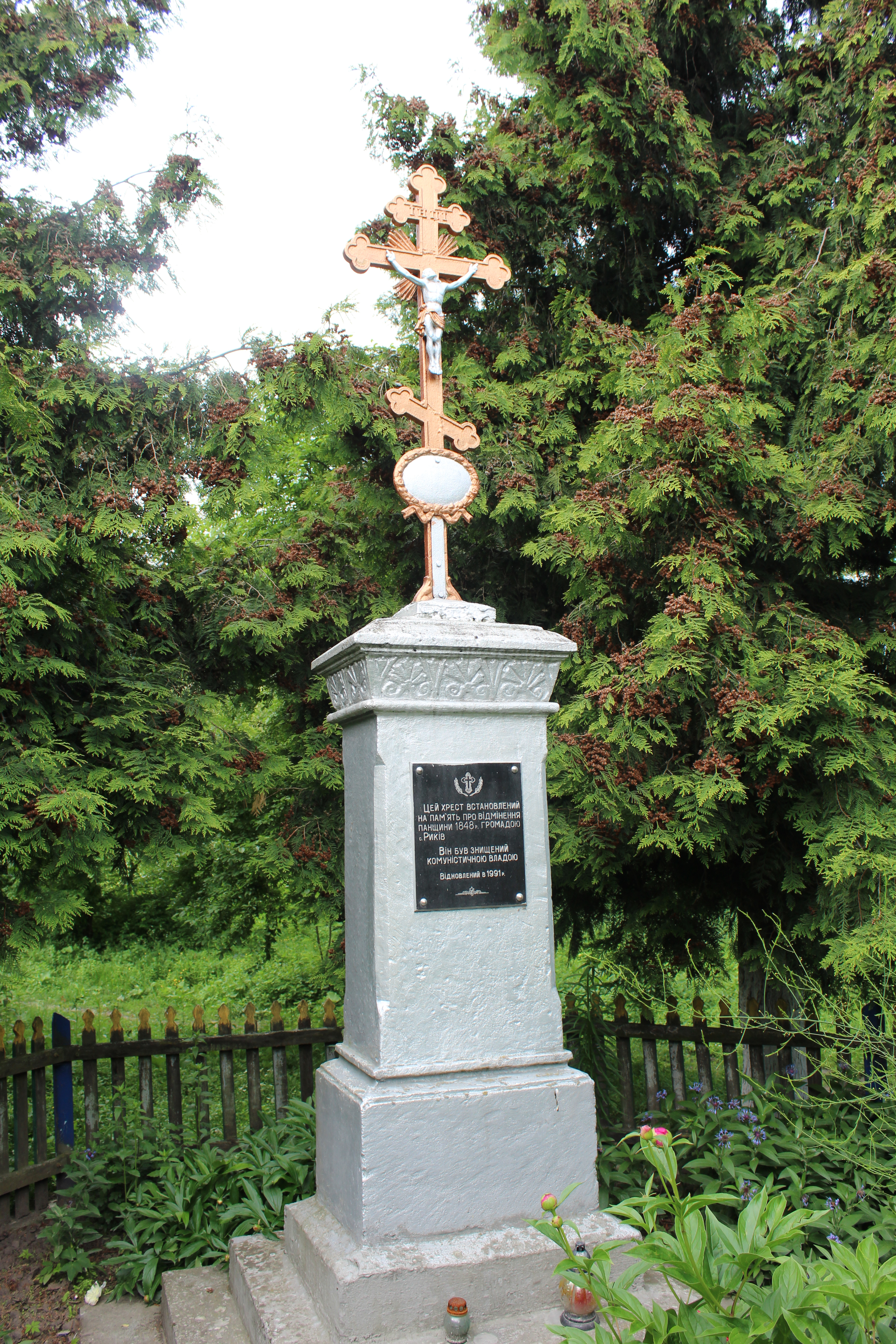
Памятний хрест встановлений на память про скасування панщини 1848 р.
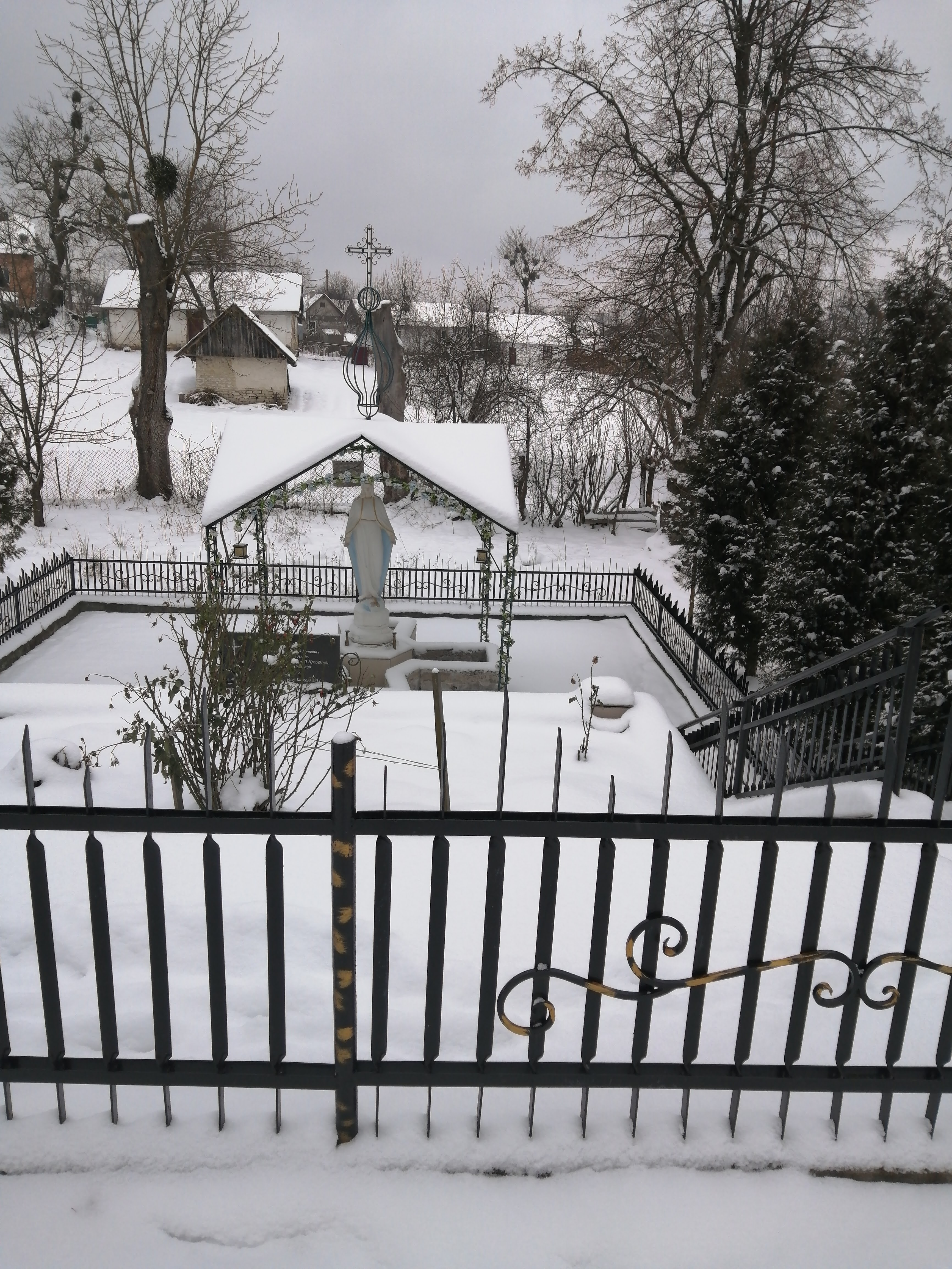
Статуя Матері Божої біля джерела
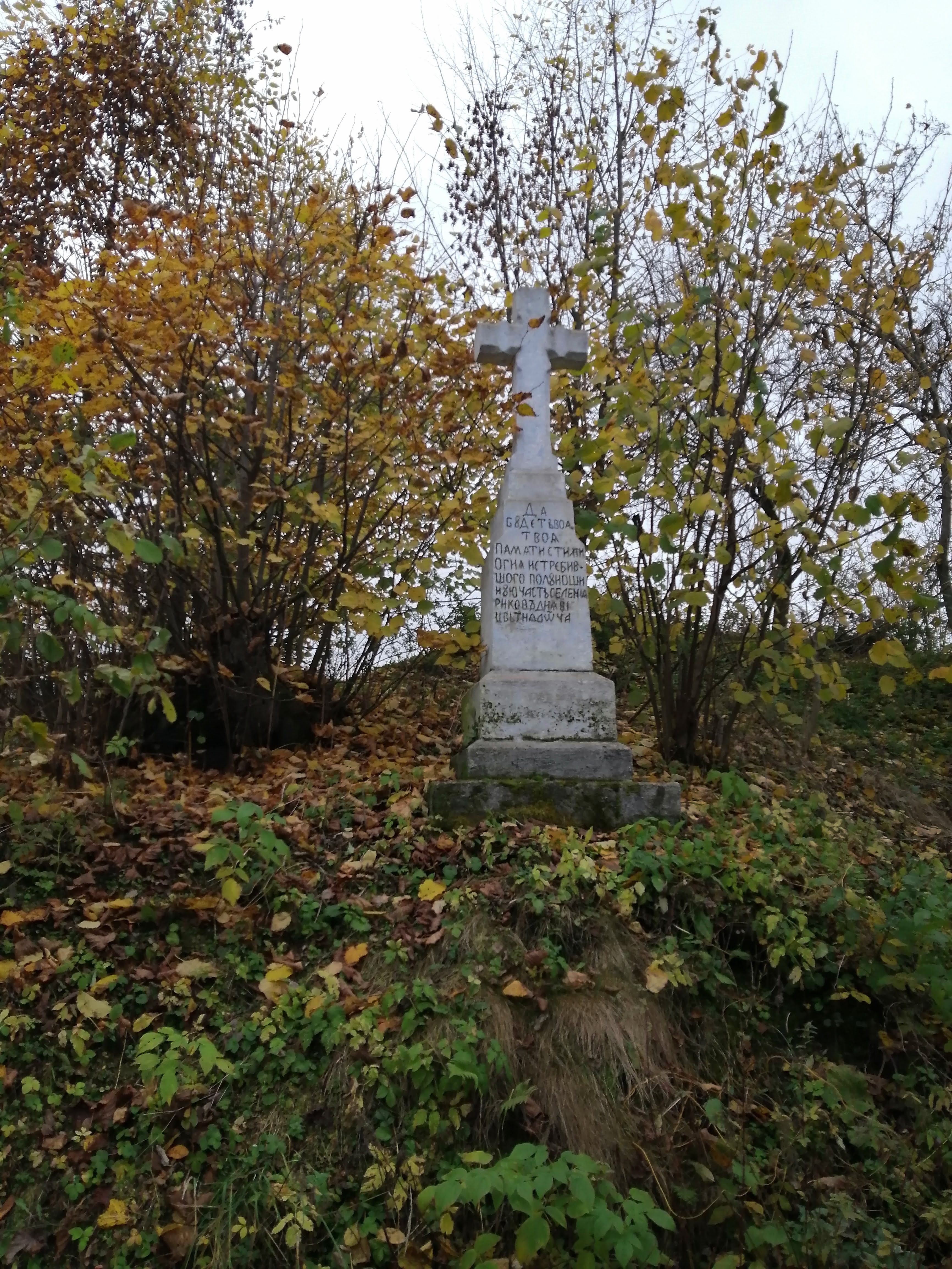
Пам'ятний хрест на згадку про великомасштабну пожежу у с. Риків 1891 року
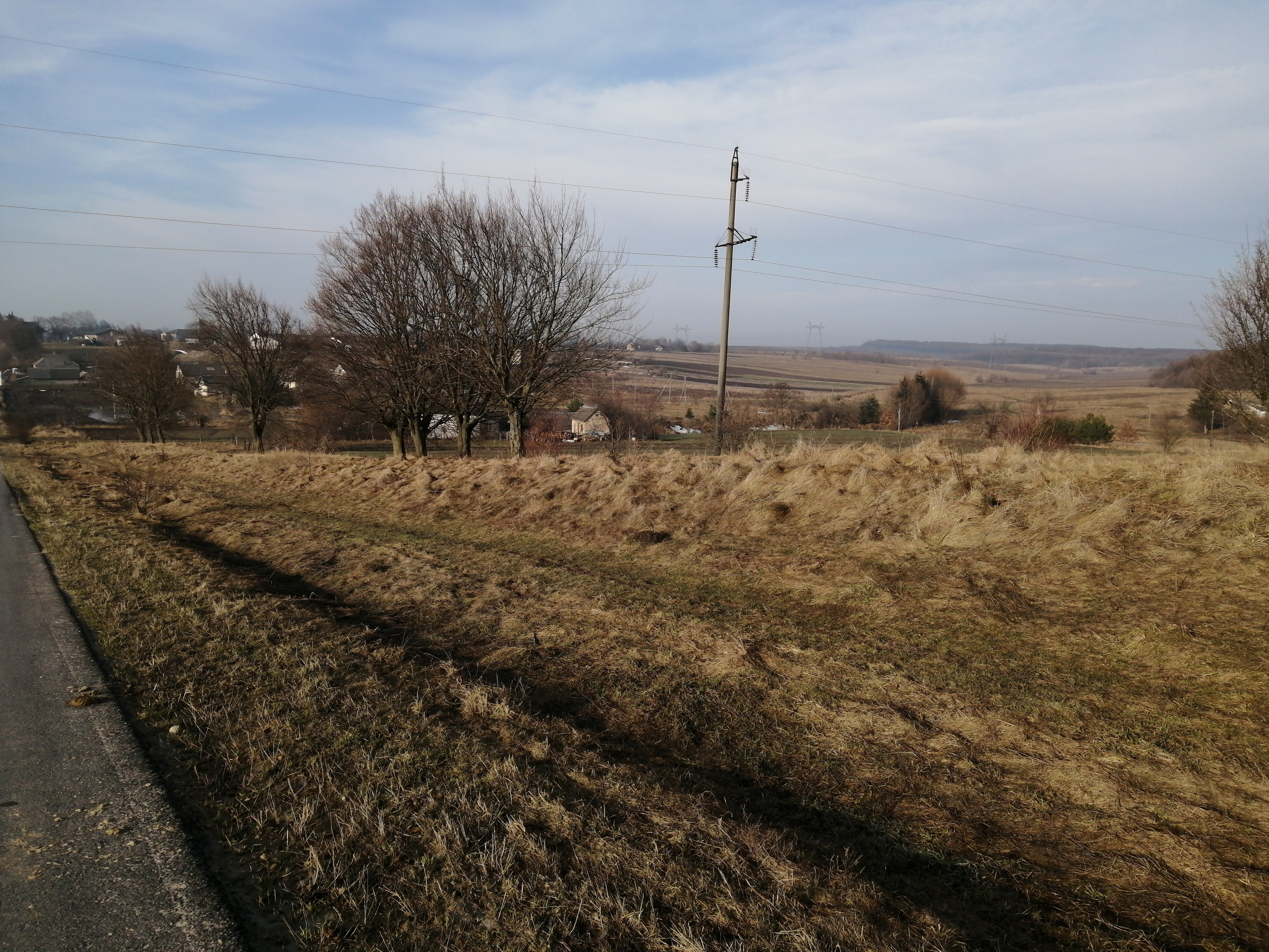
Панорама села
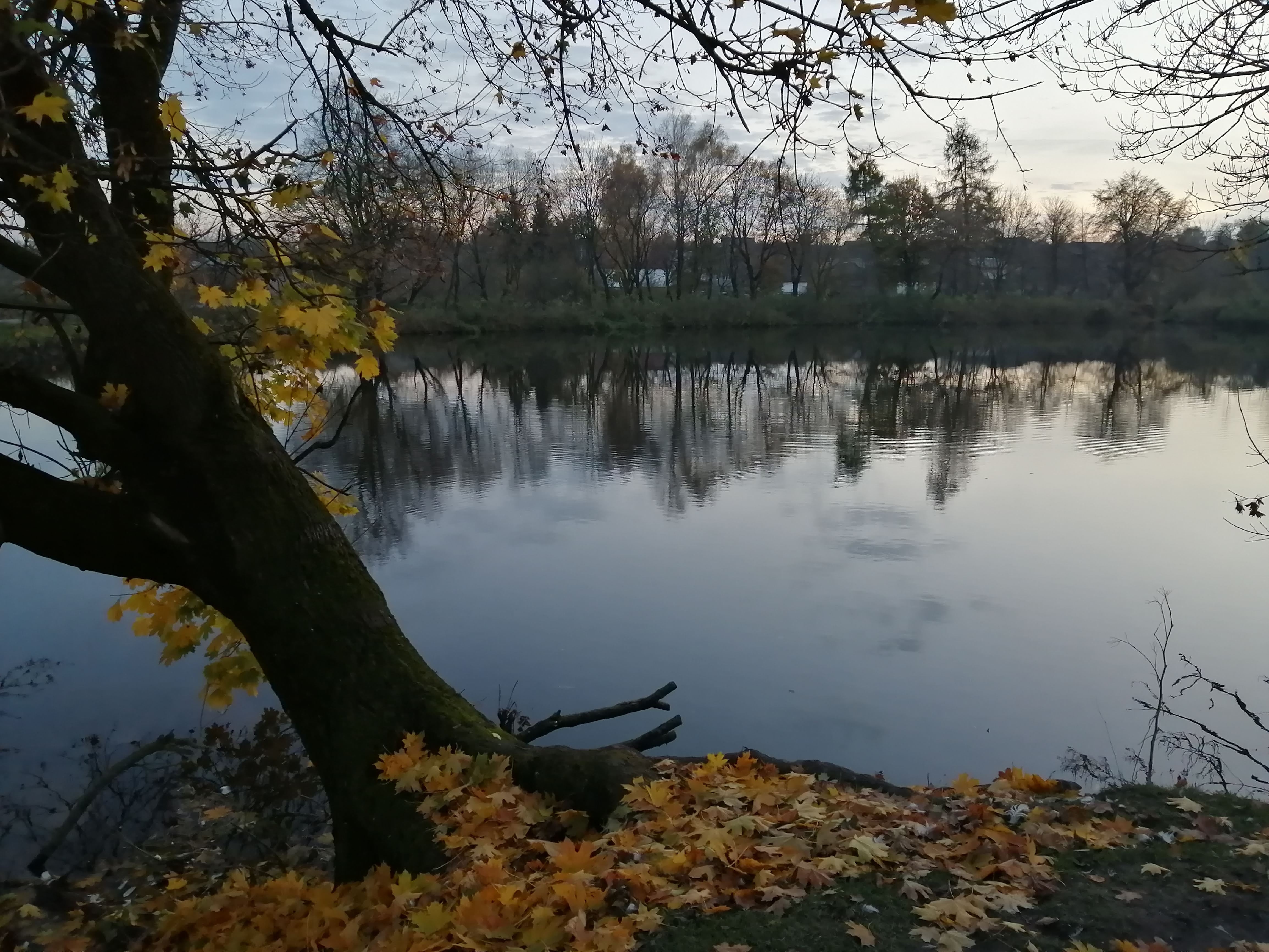
Став у селі
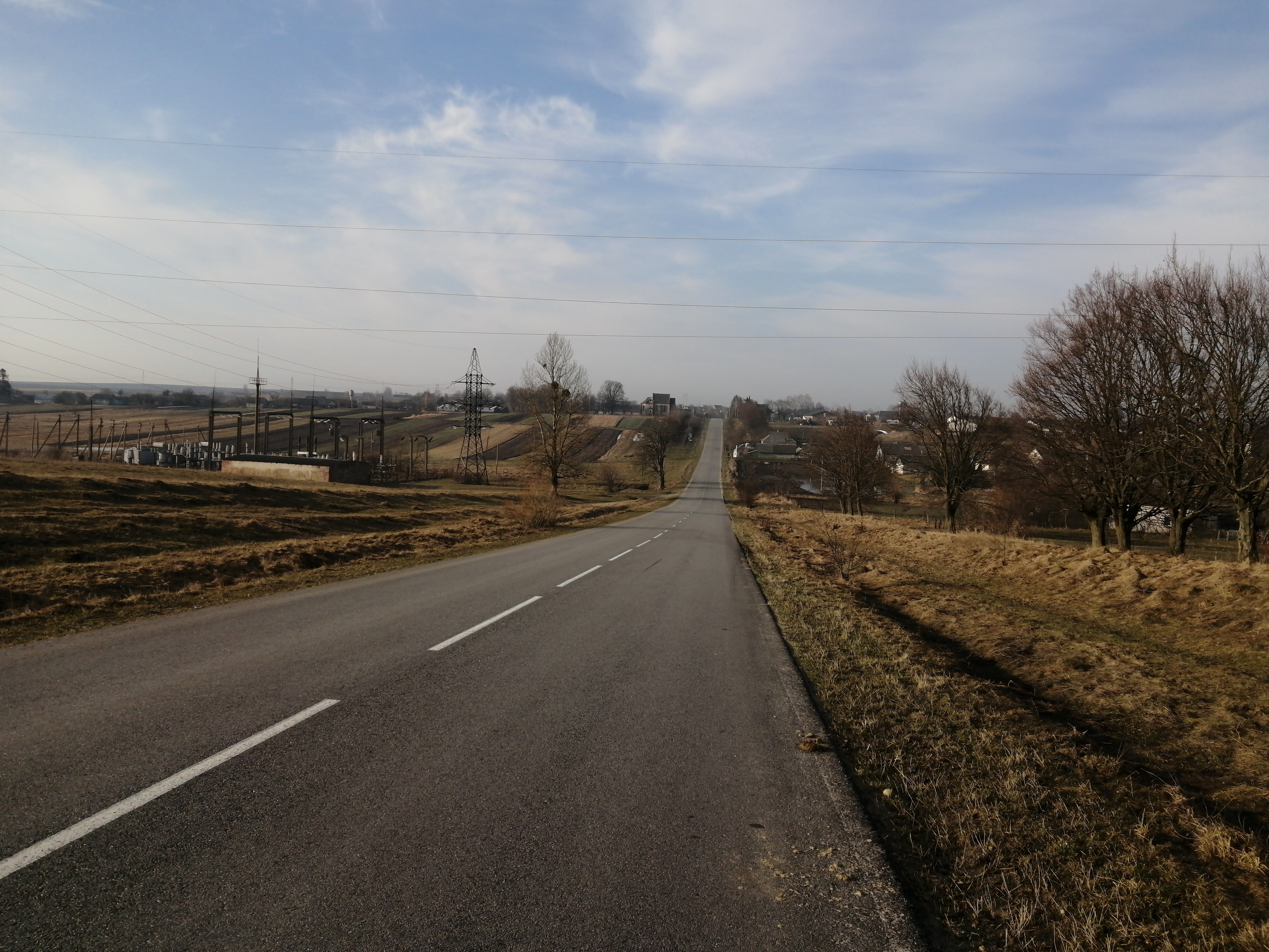
Панорама села